# Bernardo I de Besalú
Bernardo I de Besalú, apodado Tallaferro (c. 970-Provenza 1020), fue conde de Besalú entre 998 y 1020.
Hijo de Oliba Cabreta y de Ermengarda Danout, que ejerció como regente durante los primeros años de su nombramiento hasta su muerte sucedida en 994; fue la que dividió la herencia de su padre Oliba Cabreta entre sus dos hijos, Bernardo recibía Besalú y su hermano Wifredo, recibía la Cerdaña.
En 992 contrajo matrimonio con Toda de Provenza (fallecida en 1052), hija de Guillermo I de Provenza y de Adelaida de Anjou. De esta unión nacieron:
- Guillermo I de Besalú (fallecido en 1052) conde de Besalú
- Wifredo de Besalú (fallecido en 1054) obispo de Besalú y Carcasona
- Garsenda de Besalú, casada con el vizconde Berenguer I de Narbona
- Velasquita (llamada Constanza) de Besalú (fallecida después de marzo de 1066) casada con el conde Ermengol II de Urgel.

Dominó el Vallespir y Fenolleda y adquirió el condado de Ripoll cuando su hermano, el abad Oliva, renunció al mismo en 1003.
Viajó a Roma en dos ocasiones, la primera en 998 para participar en un sínodo, y la segunda en 1016 para reclamar un obispado propio para Besalú. Su hijo Wifredo fue el obispo que lo regentó de 1017 a 1020.
En 1010 participó con el conde Ramón Borrell de Barcelona en su expedición a Córdoba, y ayudó también al conde Gausfredo II del Rosellón contra Hugo I de Ampurias para asegurar la separación de los dos condados.
Murió en Provenza, en tierras del río Ródano.